# John Dowson
John Dowson (* 1820 in Uxbridge; † 23. August 1881 in Sandhurst Lodge) war ein britischer Historiker und Indologe. 
Er gab die achtbändige The History of India as told by its own Historians von Henry M. Elliot (1808–1853) heraus, worin die indische Geschichte von Indiens eigenen Historikern erzählt wird. Er ist auch Verfasser des in vielen Auflagen bis in die jüngste Zeit erschienenen populären Nachschlagewerks A classical dictionary of Hindu mythology and religion, geography, history, and literature zur Mythologie und Religion, Geographie, Geschichte und Literatur der Hindus. 
Dowson war Professor für Hindustani am University College London.

## Schriften
- A classical dictionary of Hindu mythology and religion, geography, history, and literature. Trübner, London 1879, (Digitalisat; zahlreiche Auflagen).
- Als Herausgeber: Henry M. Elliot: The History of India, as Told by Its Own Historians. The Muhammadan Period. Trübner, London 1867–1877